# Apanteles daimenes
Apanteles daimenes är en stekelart som beskrevs av Nixon 1965. Apanteles daimenes ingår i släktet Apanteles och familjen bracksteklar. Inga underarter finns listade i Catalogue of Life.